# Wilhelmspark (Bad Soden)

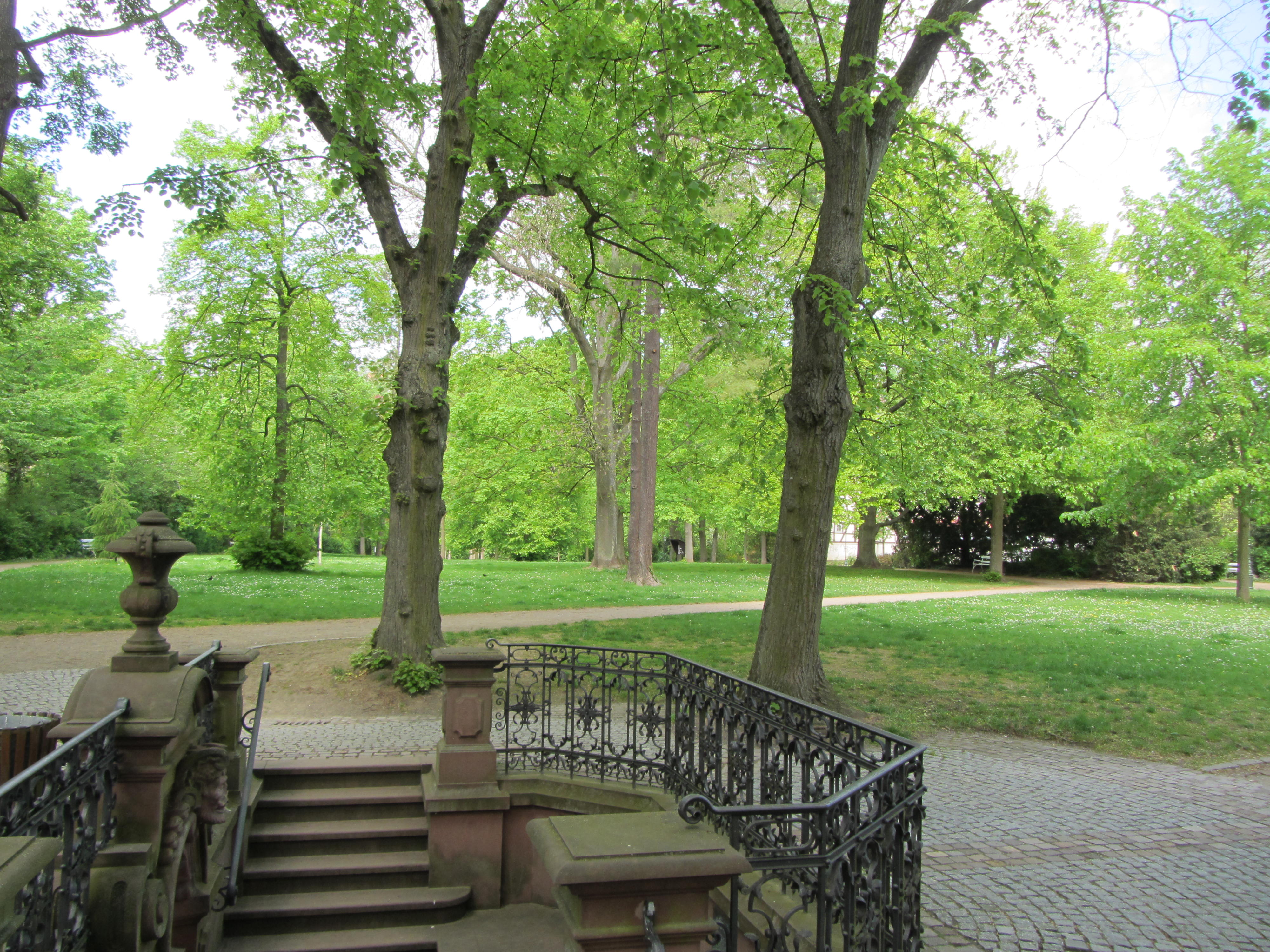
Der Wilhelmspark mit dem Champagnerbrunnen

Der Wilhelmspark ist eine Parkanlage in der Innenstadt von Bad Soden am Taunus.

## Geschichte
Der Wilhelmspark wurde 1911 im Auftrag der Stadt Bad Soden errichtet. Den Auftrag dafür hatten die Gartenarchitekten Gebrüder Siesmayer aus Frankfurt am Main. Der Park wurde an der ehemaligen Hauptstraße (heute: Zum Quellenpark) angelegt. Er hieß zunächst „Kaiser-Wilhelm-Park“. Um diesen zu errichten, mussten zunächst einige alte Bauernhöfe weichen, darunter auch der Philosophengarten. Am 23. Mai 1911 wurde der Park fertiggestellt und erhielt einen Zaun mit Maschendraht, da die Anlage nur für Kurgäste vorgesehen war.
Bei der Gemeindevertretung vom 26. August 1924 wurde die Umbenennung der Parkanlage vorgenommen. Der Park wurde dem einige Meter entfernten Quellenpark zugesprochen und hieß ab diesem Zeitpunkt ebenfalls „Quellenpark“.
1987/88 wurde die Parkanlage wieder in Stand gesetzt, nachdem sie mehrere Jahre lang kaum gepflegt wurde. Dabei wurden auch die Brunnenanlagen der Quellen vom Champagnerbrunnen, Glockenbrunnen und Winklerbrunnen renoviert. Seitdem trägt der Park auch wieder den Namen „Wilhelmspark“.

## Lage
Der Wilhelmspark befindet sich an der heutigen Straße Zum Quellenpark (bis 1977 Hauptstraße). Im Norden grenzt der Park an das 1991 erbaute Hundertwasserhaus und den Sulzbach. Im Westen grenzt der Park an die Talstraße und den Lehrpark Rohrwiese.

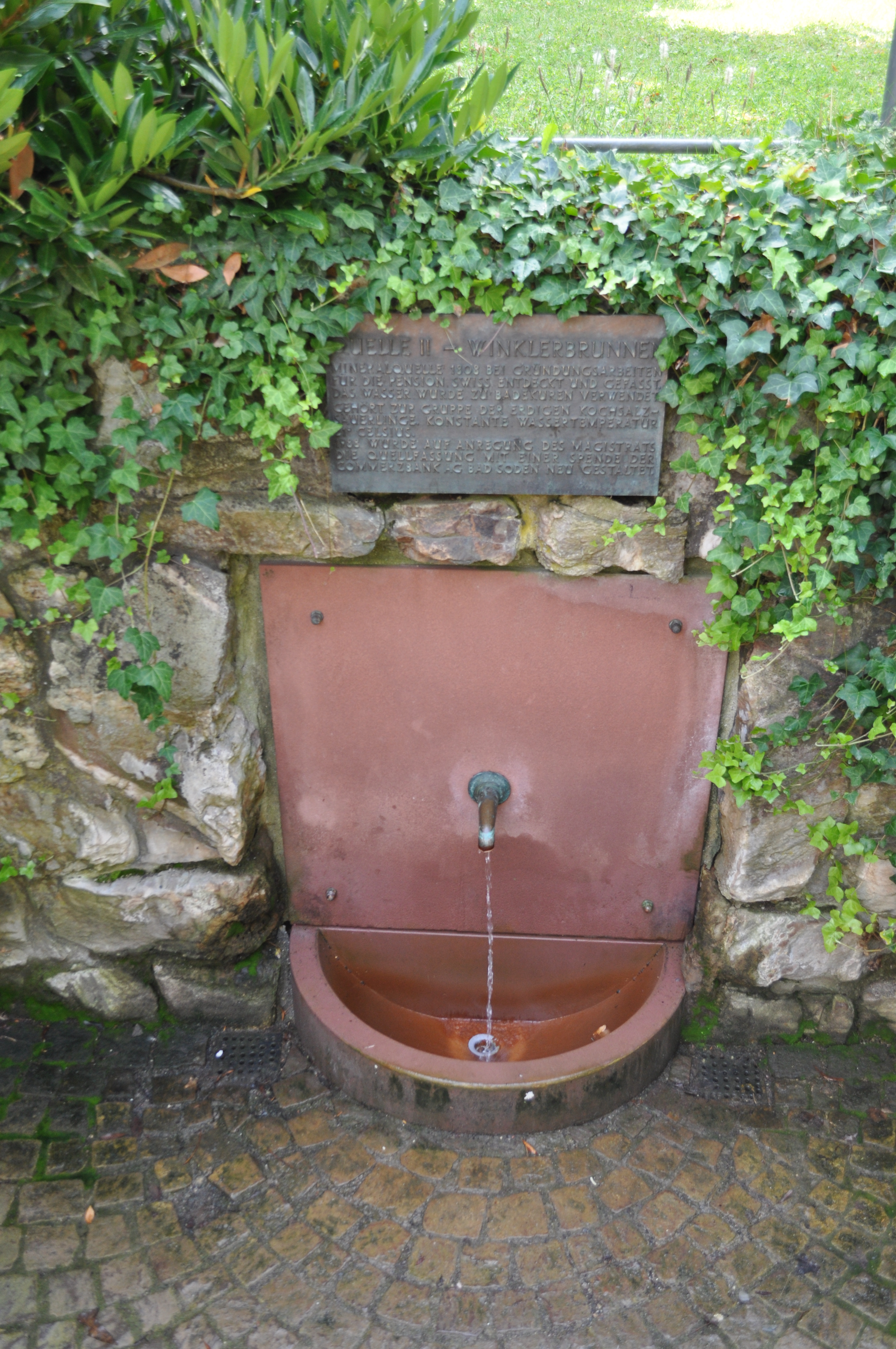
Winklerbrunnen
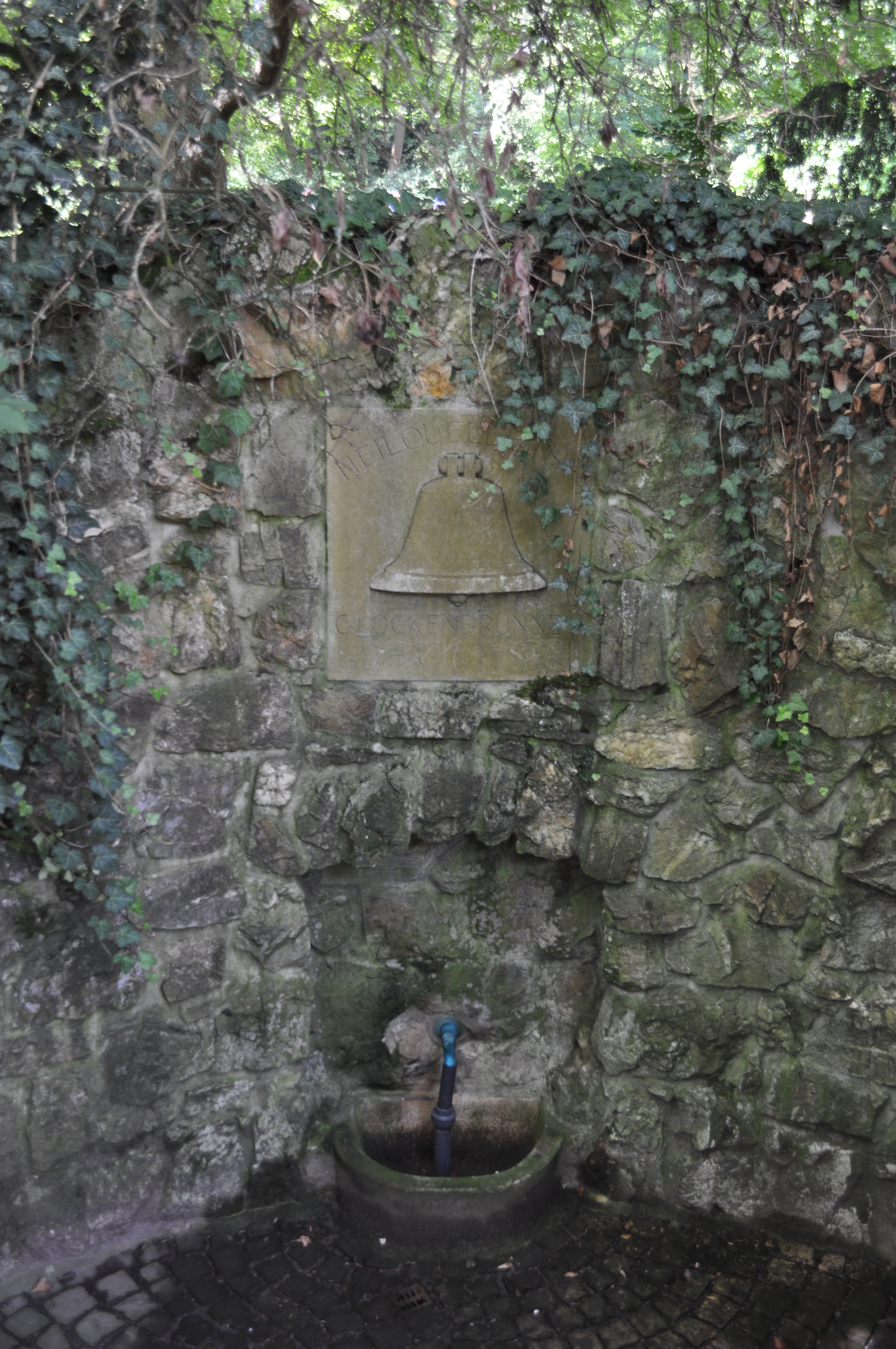
Glockenbrunnen
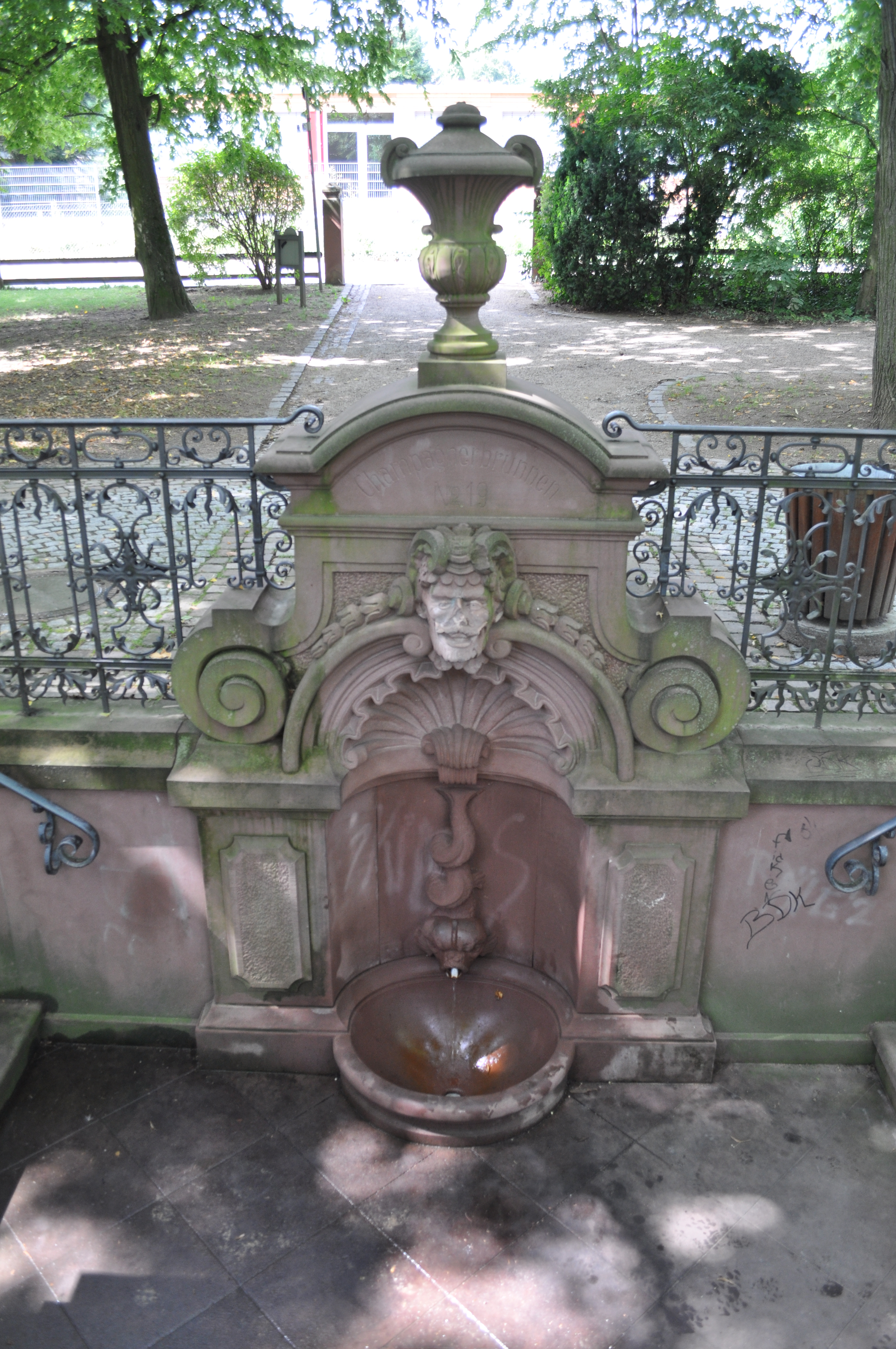
Champagnerbrunnen